# Alders (Schiff)
Die Alders war ein im Ersten Weltkrieg für die Kaiserliche Marine gebautes, aber erst nach Kriegsende fertiggestelltes Minensuchboot, das in der Reichsmarine und der Kriegsmarine sowie im Deutschen Minenräumdienst zum Einsatz kam. Ursprünglich wurde das Boot als M 126 gebaut, 1940 in M 526 und 1943 in Alders umbenannt.

## Bau und Technische Daten
Das Boot vom Typ Minensuchboot 1916 lief am 21. Dezember 1918 auf der Flensburger Schiffbau-Gesellschaft vom Stapel und wurde am 1. Juli 1919 als Minensuchboot M 126 in Dienst gestellt. Das Boot war 59,30 m lang und 7,30 m breit, hatte 2,15 m Tiefgang und verdrängte maximal 550 t. Es war mit zwei 8,8-cm-Geschützen L/30 bewaffnet und konnte bis zu 30 Minen mitführen und auswerfen. Zwei Verbunddampfmaschinen mit dreifacher Dampfdehnung und zusammen bis zu 1850 PS verlieh ihm eine Höchstgeschwindigkeit von 16 Knoten. Das Boot hatte bei 14 Knoten Marschgeschwindigkeit einen Aktionsradius von 2000 Seemeilen.

## Laufbahn
Das Boot diente in der Reichsmarine zunächst im Minensuch- und -räumdienst in der Nordsee. Am 20. September 1920 wurde es außer Dienst gestellt und bis 1931 als Auflieger in Reserve gehalten. Von September 1931 bis September 1933 war es dann in der I. Minensuchhalbflottille, vom 1. April 1936 bis zum 19. Juni 1937 in der 1. Geleitflottille in Kiel und noch einmal im September 1937 zu Manövern reaktiviert. Im Zuge der Aufrüstung der Kriegsmarine wurde es dann am 23. März 1938 als Schulboot dem 1936 gebildeten Sperrschulverband der Sperrschule in Kiel zugewiesen. Beim Beginn des Zweiten Weltkriegs wurde der Sperrschulverband aufgelöst und aus seinen Booten die 7. Minensuchflottille gebildet, die im September und Oktober 1939 Sicherungs- und Minensuch- und -räumdienst vor der pommerschen, polnischen und ostpreußischen Küste versah und danach bis zu ihrer Auflösung im März 1940 in der Nordsee Minensuche und U-Boot-Jagd durchführte. Am 1. April 1940 kam das Boot, nun mit der Bezeichnung M 526, zur 6. Minensuchflottille, die in der Deutschen Bucht und ab Mai 1940 im Raum Den Helder–Delfzyl Minensuch- und Geleitdienst versah.
Am 14. August 1942 wurde das Boot außer Dienst gestellt, um auf der Seebeckwerft der Deschimag in Wesermünde zum Räumbootbegleitschiff umgebaut zu werden. Am 27. Mai 1943 wurde das Boot mit dem neuen Namen Alders als Begleitschiff der an der belgischen und niederländischen Küste stationierten 9. Räumbootsflottille wieder in Dienst gestellt. Mit dieser verblieb das Schiff bis Kriegsende.
Nach Kriegsende wurde die Flottille mit der Alders vom 27. Juli 1945 bis Oktober 1946 der in Cuxhaven stationierten 2. Minenräumdivision des Deutschen Minenräumdienstes unterstellt. Mit Beendigung dieser Aufgabe wurde das Boot am 25. Oktober 1946 als US-amerikanische Kriegsbeute dem Office of Military Government for Germany (OMGUS) übergeben und dann abgebrochen.